# Lanivtsi
Lanivtsi (tiếng Ukraina: Ланівці) là một thành phố của Ukraina. Thành phố này thuộc tỉnh Ternopil. Thành phố này có diện tích ? km2, dân số theo điều tra dân số năm 2022 là 8215 người.